# 낭만주의 음악

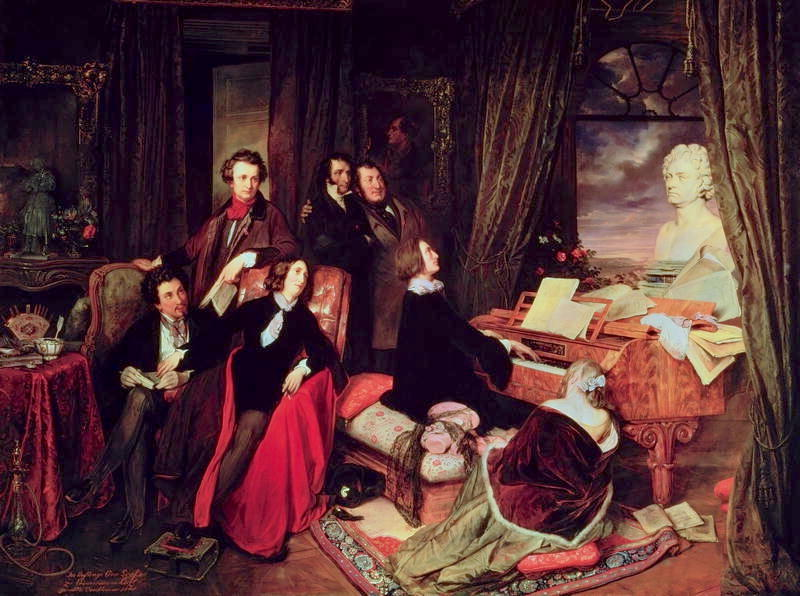
요제프 단하우저가 그린 피아노를 연주하는 프란츠 리스트 (1840). 맨 왼쪽부터 알렉상드르 뒤마, 엑토르 베를리오즈, 조르주 상드, 니콜로 파가니니, 조아키노 로시니, 마리 다구. 피아노 위에 있는 흉상은 루트비히 판 베토벤의 것이다.

낭만주의 음악(Romantic music) 또는 낭만파는 일반적으로 서양음악사에서 1815년 나폴레옹의 패전 이후부터 1910년까지의 음악을 일컫는다.  1890년부터 1910년대까지의 음악을 세기전환기 음악으로 따로 구분하기도 한다. 그러나 19세기 서양음악이 모두 낭만주의인 것은 아니다.
현재 가장 타당하다고 생각되는 선에서 그 흐름을 추구해 보면 우선 독일 낭만주의로 슈베르트에서 슈만까지를 다루고, 동기의 낭만파군으로는 주로 프랑스와 이탈리아의 오페라 작곡가나 쇼팽을 든다. 그리고 후기낭만주의의 길로 베를리오즈, 리스트, 바그너, 말러의 선이 주목되며, 그 밖에 그 주변이나 또는 대립으로서 브람스, 브루크너, 프랑스의 구노, 비제, 이탈리아의 베르디를 들 수 있다. 또한 스칸디나비아나 슬라브 각국에 대한 낭만파의 영향도 만들어진다.
이와 같이 포괄적으로 살핀 흐름에서도 명료하듯이, 낭만파의 음악은 예술철학이나 다른 예술과의 관련방식이나 대상으로 하는 곡종 등의 점에서 각각 다른 수단에 의하고 있다. 그러나 작곡이론상에서의 공통된 문제점은 개성적인 작품에 대한 심리의 미묘한 반영을 꾀한 결과, 조바꿈이나 색채의 변화에 관련되는 화성법, 또는 관현악법에 있었다.
여기서 주목되는 점은 모든 예술 속에서 음악은 중심적인 위치를 차지하며 기악음악의 가치가 충분히 인정되었다는 사실이다. 음악은 "일반적인 말처럼 하나하나의 명확한 뜻을 지니지 않고 그것만으로 무엇인가를 표현하려는" 음의 언어로서 파악되며, 따라서 작곡가는 시적, 회화적, 설화적, 극적인 세계와 결부된 감정의 움직임을 적극적으로 음악에 나타냈다.
그러므로 소곡이건 대곡이건 표제가 따른 작품이 많이 만들어지고, 마침내는 바그너의 오페라에서 볼 수 있듯이 낭만적인 이념과 고전적인 이념의 결합이 이루어지며, 표제 음악의 내용의 깊은 정신성이 서양음악의 전통을 배경으로 새로운 호소를 하게 되었다.
그러나 부분적으로는 바그너의 영향을 받으면서도 바그너와는 다른 방향에서 19세기 후반 음악의 특징을 결정한 작곡가가 있는데, 베르디, 브람스, 브루크너 등의 이름을 들 수 있다. 특히 브람스는 바흐-베토벤-슈베르트-슈만의 계열에 따라 독일음악의 전통적인 고전적 경향을 나타내어 글자 그대로 표제 음악의 개념에 대립하는 절대적인 음악의 입장을 취하였다.
브루크너는 주관적인 경향을 초월하여 보편적, 즉 종교적인 감정의 표현을 되찾았으며, 기독교적 낭만주의 작곡가로서 근년에 와서 새삼스럽게 주목을 받고 있다. 그리고 전체적으로 1890년대 무렵부터는 서서히 낭만주의의 쇠퇴가 나타나 현대에의 이행을 뚜렷이 했다.

## 초기
고전파의 정점을 쌓아올린 베토벤이 또한 낭만파 활동의 이정표가 된 것은 그의 후기 작품의 내용으로나 낭만파의 많은 작곡가의 저술로도 명백하다. 독일의 낭만주의는 우선 '슈투름 운트 드랑'이라는 1770-1780년경의 문학운동에서 싹이 텄으며, 그와 함께 시인이나 철학자의 사색에서 곧잘 음악관을 논하게 되었다. 음악적인 시인으로서는 E. T. A. 호프만이 낭만파의 성립에 관계한 작곡가들에게 큰 영향을 미쳤다. 그의 음악 체험에 의하면 '음악은 인간에게 알려지지 않은 영역―외면적인 감각세계와는 아무런 공통점도 없는 세계를 개척해 주며, 사람은 전혀 추상적으로 특정한 감정을 뒤로 하여 이루 표현할 수 없는 것에 몸을 맡긴다'는 것이 된다. 그러나 그의 음악관의 구체적인 예로서 그 자신의 작품은 <운디네>를 비롯해서 현재는 역사서술 이외에는 거의 다루어지지 않고 있다. 실질적으로 슈베르트와 카를 마리아 폰 베버가 초기낭만파의 대표자로 평가되고 있다.

### 베버
카를 마리아 폰 베버(1786-1826)는 베토벤이 사망하기 1년 전에 이미 그의 일생을 마쳤으나 슈베르트보다도 훨씬 후기형에 속하는 낭만적 작곡가라 하겠다. 피아노곡·오페라·가곡·교회음악 등에서 상당히 많은 작품을 남겼으며, 1820년에 작곡되고 다음해 베를린에서 처음으로 공연된 오페라 <마탄의 사수>는 역사적으로 획기적인 의미를 지녔다. 그리고 5년 전에 같은 장소에서 공연된 E. T. A. 호프만의 <운디네>를 베버는 "어느 시대에도 결코 우리에게 줄 수 없었던 가장 정신적인 것으로 충만한 작품의 하나"라고 평하였으나, 호프만이나 슈포르의 작품이 아니라 바로 <마탄의 사수>가 획기적이라는 이유는 보다 개성적으로 강한 베버의 음악적 재능에 있다. 줄거리는 괴테도 지적했듯이 약간 유치하나, 장면을 진행시키는 멜로디나 훌륭한 관현악법 속에 독일 숲의 신비적인 분위기나 등장인물의 심리 등이 선명하게 떠오르고 있다. 여기서 호프만풍의 낭만적인 영역은 직접적으로는 전개되지 않는다. 그 대신에 나중의 '낭만파 음악'이라 불리는 개념의 기초가 이룩되었던 것이다. 베버는 또한 독일 징슈필의 형식에 따른 <마탄의 사수>에서 한걸음 더 나아가 완전한 오페라 형식으로 독일 낭만주의적인 오페라 세리아의 작곡을 원했으나 결국 <오이뤼안테>나 <오베론>은 <마탄의 사수> 영역을 넘어서지는 못했다.

### 슈포어
독일의 슈포어(1784-1859)는 19세기 전반 독일의 대표적 바이올리니스트로서 바이올린 협주곡이나 교향곡의 작곡을 남겼으며, <파우스트>나 <이에존다>와 같은 독일어의 국민적인 제재에 바탕을 둔 오페라를 써서 베버와 함께 국민 오페라에의 공헌자로서 유명하다. 특히 <이에존다>는 교묘한 줄거리와 음악이 잘 융합되어 성공하였으며, 그것으로써 슈포어는 낭만파 음악가로서 높은 위치를 차지하고 있다.

### 멘델스존
멘델스존(1809-1847)은 일반적으로 '낭만적인 고전파'로 불리고 있다. 그것은 혜택받은 환경 아래에서 자란 균형잡힌 세련된 감각과 고전적 전통에 뿌리박은 교육으로 그의 작품이 형식적으로나 내용적으로도 모두 중용을 갖춘 온화한 작품을 지니기 때문인 것이다. 그의 걸작으로는 셰익스피어의 <한여름밤의 꿈>에 붙인 부수음악이나 회화적인 연주회용 서곡 <핑갈의 동굴>, 또는 요정의 경쾌함 같은 익살스러운 <스케르초>, 낭만적인 동경을 찬양한 합창곡, 피아노에 의한 노래라고도 할 수 있는 <무언가집> 등을 들 수 있다. 또 멘델스존의 전통에 대한 깊은 이해로 바흐의 <마태 수난곡>이 부활되기도 했다. 이 전통에의 지향(志向)은 단순히 낡은 음악의 역사적 재생에 그치지 않고 스스로 선례를 규범으로 하여 오라토리오 <성 바오로>, <엘리야> 등의 걸작을 낳았다. 그는 낭만파의 표정이 풍부하고 우아한 멜로디와 바로크의 대형식을 결합시켜 리스트와 아울러 19세기의 종교적 오라토리오의 한 전형을 보여주고 있다.

## 전성기
낭만주의 운동은 1820년대의 후반부터 본격적으로 발전하였다 낭만파의 전성기라고 할 경우에는 흔히 바그너 이후(19세기 후반)는 포함되지 않으며, 멘델스존, 슈만, 베를리오즈, 로시니, 쇼팽, 마이어베어 등을 중심으로 한다. 이 시기에는 낭만파의 환상적인 성격이 각 방면에 화려하게 나타났으나 그 이면에는 악기, 특히 관악기의 개량이라는 눈에 띄지는 않으나 중요한 진보가 있었다. 낭만파 음악에서는 섬세한 감정의 반영으로서 화성은 내부에서 움직이기 쉬워지며, 그 결과 반음계적 진행이나 조바꿈의 부분이 자주 요청되었다. 그리고 이와 병행하여서 목관이나 금관은 키 조작의 개량이나 밸브의 발명 등으로 그 경향에 응할 수 있을 만한 성능을 지닌 악기로 개량되었던 것이다. 이 관현악법과 악기의 균형잡힌 상호관계는 색채의 감각에 눈뜬 낭만파 역사에서 가볍게 볼 수 없는 것이라 하겠다.

### 슈만
슈만(1810-1856)의 일생은 참으로 낭만적인 작곡가답다고 하겠다. 그는 잔 파울이나 프리드리히 리히터, E. T. A. 호프만 등의 문학이나 칸트의 철학을 이해했으며, 작곡가와 비평가라는 두 면에서 중요한 활동을 하였다. 작곡가로서의 슈만은 1830년대에 걸작이 많은 피아노곡으로 기초를 이룩하고, 그 뒤 해를 거듭하며 장르를 넓혀 가곡이나 교향곡, 피아노를 더한 실내악, 피아노 협주곡 등으로 대표되는 작품을 썼다. 가곡 분야에서는 슈베르트부터의 독일 리트(Lied)를 더욱 전개시켰으며, 기악곡 분야에서는 특히 피아노곡을 중심으로 시적인 세계에서 음악을 쓰는 데 성공하였다. 독일에 19세기의 표제 음악을 탄생시킨 사람은 슈만이다. 다만 그때의 표제란 순수하게 환상적인 음악의 세계를 가져오게 하는 계기로서 작용하는 것이다. 또한 그의 실내악이나 교향곡에는 작곡학적으로 보아 브람스의 작품에 통하는 요소를 많이 볼 수 있으며, 중요한 작품이 적지 않다. 낭만파에서는 호프만, 베를리오즈, 리스트, 바그너처럼 낭만적 음악비평의 저술을 남긴 사람이 많으나 <음악신보>라는 잡지를 창간한 슈만의 비평활동은 가장 개방적이고 공평하며, 역사에 관해서 충분히 암시적이라 하겠다. 그는 베토벤 숭배의 전통을 수립함과 동시에 슈베르트, 쇼팽, 베를리오즈, 리스트 등의 천재를 찬양하여 낭만파를 위해 싸웠다. 그러나 그 후 리스트, 바그너의 창작에 자기 이상과의 본질적인 차이를 시인해야만 했다. 그 뒤 1853년의 브람스와의 상봉으로 슈만은 훌륭한 찬사로써 그를 세상에 소개하여 그의 비평활동의 클라이맥스를 이루었다.
독일에서 19세기 전반(前半)의 정점을 이루는 슈베르트, 베버, 멘델스존, 슈포어, 슈만의 주변에는 호프만이나 베버, 슈만 등의 문필활동의 영향이 컸으며, 이에 힘입어 많은 작곡가가 나타났다. 기악음악의 분야에서는 M.하우프트만이나 I.모슈레스를 경계로 하여 소나타라는 전통적 형식은 별로 다뤄지지 않게 되었으며 대신 소규모의 작품이나 변주곡이 즐겨 작곡되었다. 그러나 대체로 그 배후는 시적인 것으로의 도피라는 소극성을 볼 수 있어 아류(亞流)가 되지 않을 수 없었던 것이다. 마찬가지로 소규모적 작품 분야인 성악곡에서는 K.레이베(1796-1869)가 있다. 슈베르트의 리트 2년 뒤에 그는 역시 리트인 <마왕>을 작곡하였으나, 마찬가지로 낭만적인 분위기의 세계를 표현하였다고는 하지만 정경묘사의 부분에서는 언어를 음악의 기초적 리듬으로 하는 관계로 장면의 변화가 현실적이며 다양하게 구사되고 있다. 그리고 그는 오라토리오에도 낭만파적인 시도를 한 바 있다. 다음으로 오페라에서는 마르슈너, 로르칭, 니콜라이 등의 작품이 있으나, 그것들은 일단 호프만 또는 베버의 영향권 안에 있다고 하겠다.

### 마르슈너
하인리히 마르슈너(1795-1861)는 걸작을 3개 남겼다. <반비아>, <성당의 기사와 유대 여인>에서는 호프만풍의 환상에서 바이런풍의 세계로 가는 도정(道程)을 느낄 수 있으며, <한스 하이링>에서는 호프만이 <운디네>에서 결코 소화시킬 수 없었던 낭만파의 근본 테마인 인간 속의 초속성이란 문제를 다루었다. 이러한 특징에 더하여 그의 음악은 화성과 색채와의 신선한 혼합을 보여주기도 했다.

### 로르칭
로르칭(1801-1851)은 <운디네>, <레기나>, <안드레아스 호퍼> 등을 썼으며, 그 작품특징은 독일 징슈필(18세기 후반 이후 독일에서 상연되던 민속극 연극 형태로서 노래가 많이 삽입되어 있다)의 전통을 유지, 확보하고 있다는 점이라 하겠다. 즉 독일어로 된 회화 오페라의 즐거움을 독일어로 추구하였던 것이다.

### 니콜라이
오토 니콜라이(1810-1849)의 대표작은 <윈저의 명랑한 아낙네들>이나 이 오페라의 친근감을 뒷받침해 주는 그의 다음과 같은 말이 있다. "독일의 악파는 첫째로 독일적이어야 한다. 그러나 이탈리아의 경쾌함을 더할 수 있다면 더욱 바람직하다." 그는 모차르트를 이상으로 삼았다. 마르슈너나 로르칭과는 달리 니콜라이에 대해서는 이탈리아의 영향을 생각하지 않을 수 없다.

## 이탈리아 및 프랑스의 낭만주의 음악
19세기 전반의 프랑스와 이탈리아의 음악은 슈만까지의 독일음악과 병행하여 중요하다. 19세기는 정치상 보수와 혁신의 다툼이 계속되었던 시기이나, 프랑스의 낭만주의 운동은 혁명정신과 밀접하게 결부된다. 즉 과거와의 단절(미의 다양성을 인정하는 것)이라는 점에서는 독일보다도 현실적이며 급진적이었다. 이 근대적인 관심과 현실에서 도피하려는 경향과의 공존에 프랑스의 낭만주의 운동의 특이성이 나타난다. 음악에서는 국제적 색채가 풍부한 파리를 무대로 각국의 음악가들이 등장하였다. 그 중에서도 센세이션을 불러일으킨 것은 바이올린의 마술사 파가니니였다. 낭만적인 시대에 명연주라는 것이 얼마나 강한 영향력을 미치는가는 상상하기 어렵지 않으나, 파가니니는 명인예의 전형이기도 했다.

### 이탈리아 오페라
이탈리아 음악에서 낭만주의적 경향의 출현에 관해서는 지금도 아직 명확하지 않으나, 대체로 1818년에 괴테가 <이탈리아에서의 고전적 작가와 낭만적 작가>라는 논문을 발표하였을 때 직관적으로 그 경향이 파악되었다고 생각되고 있다. 외국의 낭만주의 운동은 로시니 등이 직접 받아들였다. 로시니가 나오기 전까지는 M. 지몬(1763-1845)이 이탈리아 오페라의 발전에 기여했다. 그는 바이에른 출신의 독일인으로 이탈리아의 독자적인 멜로디가 우선하는 오페라에 극적인 부분이나 합주, 그리고 합창의 장면을 융합했고, 특히 악기법 분야에서는 역사적으로도 중요시되고 있다. 그 뒤 1830년경까지 나타난 로시니, 벨리니, 도니체티에 의하여 이탈리아의 오페라 부파와 오페라 세리아는 모두 19세기에서도 성과를 올릴 수 있었다. 이들의 그늘에는 P.게네라리, G.팟키니, R.메르카단테 등의 이름을 들 수 있다.

### 프랑스 오페라
이탈리아에서와 마찬가지로 프랑스에도 오페라 부파에 해당하는 오페라 코미크와 오페라 세리아에 해당하는 그랜드 오페라의 두 가지 양식이 있었다.

### 쇼팽
피아노 음악에서 낭만파 최고의 작곡가인 쇼팽(1810-1849)은 순수하게 기사적인 씩씩함과 멜랑콜리의 두 면을 나타내어 독일의 슈만과 좋은 대조를 이루었다. 마주르카나 폴로네즈는 물론 다른 작품에서도 폴란드의 정신이 침투하고 있다. 그의 작품의 특징은 조바꿈 등 수식이 있는 멜로디, 명인예적인 곡의 운영 등에서 보이나, 그러한 것은 연주할 때의 리듬이나 다이내믹 작용의 수단(템포, 루바토, 강약기호, 속도기호, 페달의 사용 등)과 불가결하게 결부되어 독창적인 억양과 색채감을 자아낸다는 점에 있다. 이러한 점에서 시적인 슈만과 비교하여 쇼팽의 경우에는 프랑스 낭만주의의 위대한 화가 들라크루아의 존재를 무시할 수 없다.

## 낭만주의적 현실주의에서 후기 낭만주의
프랑스에서는 독일보다도 뒤늦게 낭만주의운동이 전개되었으며 그 대표는 베를리오즈였다. 그로부터 리스트·바그너에 이르는 표제 음악에 의해서 낭만파의 가장 혁신적인 활동을 전개하여 현대음악의 성립에 커다란 영향을 미쳤다. 그들의 작품에서는 심리적인 표현을 너무 중시한 나머지 표제의 소재와 음악의 구조가 완전히 동시적으로 작용하는 것이 되어 음상징으로서의 음악이 확립되었다. 따라서 역시 베토벤에서 출발하였으면서도 슈만의 표제 음악 판타지와는 전혀 다르다고 하겠다. 또한 세 사람 가운데에서도 그 의도하는 바는 서로가 달랐으며 베를리오즈와 바그너 사이에는 현격한 차이를 볼 수 있다. 당시 이 새로운 표제 음악의 분야는 음악가에 그치지 않고 문학자나 미학자들 사이에서도 깊은 관심거리가 되었다.

## 19세기 후반의 음악
19세기 후반의 음악은 전반에 비하여 질적으로 약간 변화한다. 낭만파가 음악의 어느 방향에서 새 국면을 개척하였는가 하면 우선 음의 상징적, 색채적 효과에 주목하여 감각적인 즐거움을 증대시키고 기능화성의 확대를 했다는 점에 있겠다. 낭만파는 이것을 오페라와 기악음악에 병행하여 시도하였으며, 특히 쇼팽, 베를리오즈, 후에 리스트의 기악곡에서 명료한 형태로 발전이 시인됨으로써 음악적인 힘의 전적으로 새로운 면으로 정착하였다. 19세기 후반의 음악가는 낭만파의 방향을 짐작하기에 충분한 기간이 주어졌다. 즉 낭만파의 양식에서 볼 수 있는 여러 가지 특징을 보편화하는 원숙한 단계에 이르렀던 것이다. 바그너, 베르디, 비제, 브람스, 브루크너에서 볼 수 있는 여러 경향은 이것을 전제로 하여 비로소 공평하게 이해할 수 있다.

### 순환방식
순환방식이라는 것은 소나타나 교향곡의 전 악장 또는 몇 악장에 동일한 기본동기를 써서 악곡을 전개하는 방법으로 17세기에도 쓰였다. 19세기에 와서는 베를리오즈나 쇼팽에게서도 이 방법을 볼 수 있지만 리스트가 특히 매우 경쾌하게 음악형식에 적용하였다. 리스트 이후 프랑크, 댕디, 생상스, 포레 등 프랑스의 작곡가에 의하여 하나의 작곡원리로 확립되었다.

### 음악가

#### 베를리오즈
관현악법의 명인 베를리오즈(Louis Hector Berlioz, 1803-1869)는 오페라·종교적 합창곡·가곡 등의 작품에 비하여 <환상교향곡>, <이탈리아의 해럴드>로 대표되는 교향곡으로 높이 평가되고 있다. 그에게 있어서 표제라는 것은 현재 빅토르 위고가 <크롬웰>의 서문에 기술했듯이 "숭고한 것과 그로테스크한 것의 두 타입의 본래적인 결합에 기인하는 새로운 극적인 현실"이라고 하는 것에 밀접하게 결부되어 있다. 현실의 정경과 맺어져 마음에 묘사된 세계를 기악음악에 나타낼 때 베를리오즈의 표제는 극적인 텍스트의 구실을 하는 것이다. 형식적 면에서는 리스트의 순환원리에 통하는 '고정개념'이라 하는 지도동기를 씀으로써 필연적으로 베토벤에서 볼 수 있는 균형은 나타나지 않는다. 그러나 슈만도 지적한 바와 같이 이에 준한 기악곡적인 질서가 유지되고 있다.

##### 리스트
헝가리 출신인 리스트(Franz Liszt, 1811-1886)는 바이올린의 파가니니에 필적하는 창조적인 피아노의 명인으로 일세를 풍미(風靡)하였다. 그의 작품으로는 피아노곡이 가장 많으며 피아노 음악사상 찬란한 위치를 차지하고 있다. 또한 교향시와 만년의 종교적 합창곡과 같은 다른 곡종에서도 표제 음악이나 기독교 낭만주의에 관련하여 극히 중요한 작품을 남겼다. <전주곡>, <파우스트 교향곡>, <단테 교향곡>을 비롯한 교향시는 베를리오즈의 관현악법과 쇼팽의 화성법의 영향을 보임과 동시에 표제 음악에의 독자적인 경지를 개척하였다. "교향시에 필요한 줄거리(劇)와 주제는 음악 소재의 기술적 처리법에 대한 관심과 결부되고 있다. 영혼의 불확실한 인상은 음악으로 설명되는 구상에 의하여 확실한 인상으로 숭화된다"라는 리스트의 기술(記述)이나 형식에서 '순환방식'을 사용, 소나타적 교향곡에서 탈피함으로써 베를리오즈에서 한층의 진전을 보였음이 뚜렷하다.

##### 바그너

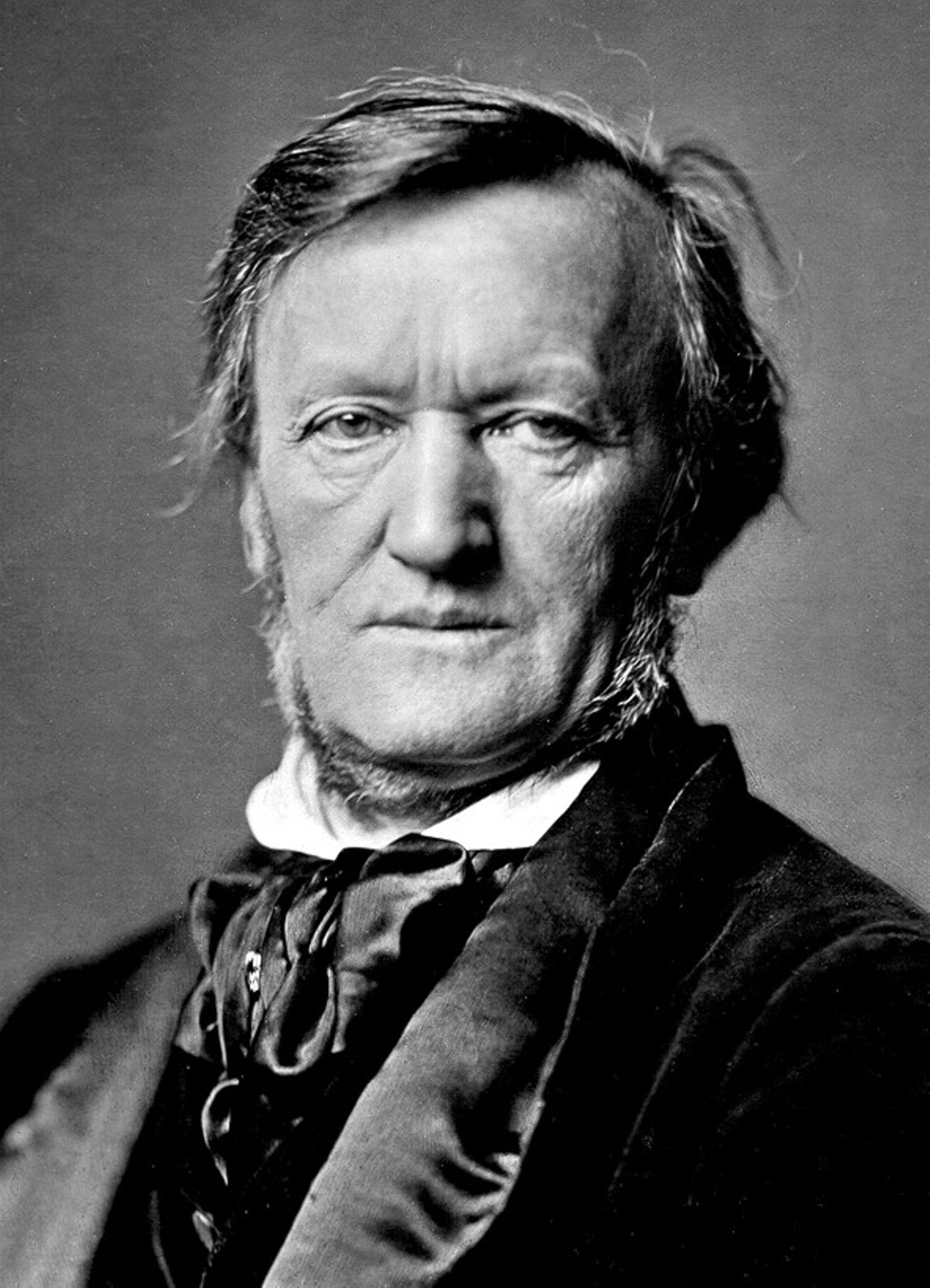
리하르트 바그너

베를리오즈, 리스트에 의하여 현저하게 성장한 음상징으로서의 음악은 바그너(1813-1883)가 참가함으로써 정점에 이르렀다. 그는 특히 <로엔그린>의 작곡 이후 예술론에 관한 많은 저작을 내었다. 음악의 면에서 그는 베토벤의 기악을 표준음악으로 하여 낭만적으로 해석하여 그 발전이라는 문제에서 출발하고 있다. 그러나 그의 예술의 개념이란 <방황하는 네덜란드인>, <탄호이저>, <로엔그린>을 거쳐 1850년 이후의 <트리스탄과 이졸데>, <니벨룽겐의 반지>, <파르지팔>에서 구체화했듯이 "예술은 근원적으로 인간 전체를 표현하는 것으로 개개의 예술 전체가 융합함으로써 참되이 그 목적은 이루어지며 예술작품 완성된다"는 것을 뜻한다. 따라서 그는 각본·음악·무대장치 등 모든 것을 스스로 고안하였다. 텍스트의 소재에는 중세의 전설이나 독일 신화를 사용했으니, 확실히 이것은 낭만주의에서의 역사학의 성과가 미친 영향이었다. 이와 같은 예술형식의 점에서 그는 쇼펜하우어, 셸링 등의 낭만주의 철학자와 밀접하게 결부되고 있다. 신화적인 의미로서의 보편성에 대한 추구는 예술뿐만이 아니라 실제로 정치적으로도 나타난 그의 혁명적 정신이 크게 작용하고 있다. 자기 작품을 이른바 '악극'이라고는 결코 부르지 않고 "형상화된 음악의 행위"라고 불렀듯이 음악은 그의 예술을 의도하기 위한 주역이었다. 즉, 그의 양식의 특징이라고 하는 '구원'의 사상과 결부되는 무한 선율이나 복잡한 극을 가장 단적으로 설명하는 지도동기의 취급, 그리고 화성의 확대 등이 비로소 구체적인 하나의 형식을 이룬다. 바그너의 세계를 탐구하기 위하여, 예컨대 예술심리학적인 입장 등에서 흥미깊은 고찰을 하고 있지만 바그너가 낭만적인 동시에 고전적이며 현실적인 동시에 이상적인 근원은 아직 충분히 구명되지 못하고 있다.

###### 라이트모티프
바그너의 친구 보르초겐의 논문 <바그너의 '신들의 황혼'의 동기>에서 사용한 말로서, 바그너의 후기의 주요한 작곡기법이다. 어떤 인물·감정·극의 상황 등을 특징짓기 위한 것으로, 정확한 특성묘사를 목표로 하여 충실히 재현되든가 각종 방법으로 변형된다. 지도동기는 임의의 장소에 쓰이며 자유롭게 다른 악상과 관계를 맺을 수 있고, 형식적으로는 해방되어 있다.

###### 무한선율
일반적으로는 바그너의 작품에서 멜로디와 멜로디 사이의 일단락을 고의로 피한 멜로디의 부단한 연속을 말한다. 이는 바그너의 창작적 의도에서 생긴 것으로, 그의 작품에 반드시 제시되는, 인간의 비극적인 최후에 부여되는 '구원', 무한에의 해소에 도달하는 것에 관계되고 있다. 그러나 그 내부는 매우 계획성이 있는 구성을 보이고 있어 바그너의 원숙함을 충분히 엿볼 수 있다.

###### 바그너 주변의 여러 경향
바그너와 같은 시대에 그의 영향을 받은 작곡가 중에는 브루크너와 코르넬리우스 등이 있으나, 그들의 작품은 바그너가 '미래의 음악'이라 했던 그러한 형태로 나타나지는 않았다. 그러한 점에서 바그너는 독일에서조차 악극이라는 세계에서 완전히 고립하고 있다. 뿐만 아니라 바그너와 음악작품에 대한 근본적인 견해 차이를 보인 미학자 한스리크가 나타나 당시로서는 중요한 대립관계가 생겼다. 한스리크는 바그너 등이 나타내려는 음악 이외의 분야에 있는 것을 표현할 수 있다고 하는 음악의 타율적인 사고방식에 반대하여 '울려퍼지는 형식의 운동으로서의 음악'의 자율을 주장하였다. 그리고 베토벤을 절대 음악의 작곡가로 보는 입장에서 한스리크는 슈만이 기대를 걸고 보낸 브람스를 자기 진영에 맞아들였다.

## 후기 낭만주의

### 오페라
당시의 독일음악계는 양식의 다양한 경향을 보였으며 그 중에서도 오페라를 비롯한 모든 분야에서 리스트, 바그너의 추종자가 많았다. 그러나 오페라에서는 겨우 <헨젤과 그레텔>의 훔퍼딩크와 <바그다드의 이발사>의 코르넬리우스가 바그너파의 사람으로서 성공한 예이다. 19세기 후반의 오페라에서 걸작은 바그너 외에는 독일 이외에 프랑스나 이탈리아에서 작곡되었다.

### 오페레타
오페레타는 이탈리아의 오페라 부파의 영향 아래 19세기 중엽에 프랑스에서 엘베나 오펜바흐에 의하여 명료한 형태가 주어져 전성기를 자랑하고 있었다. 그리고 빈은 그 영향을 받아 주페, 슈트라우스, 미레카, 첼터 등의 빈 오페레타라고 하는 것을 확립하여 번영을 가져왔다.

### 가곡
가곡의 분야에서는 슈베르트 이후의 전통을 계승하여 브람스나 볼프를 보충이라도 하듯이 프란츠, 옌젠, 코르넬리우스 등이 아름다운 작품들을 발표하였다. 프란츠나 옌젠은 당시의 대립에는 직접 관여하지 않고 소박한 가곡으로 친근감을 주었다.

### 음악가

#### 프란츠
독일 사람인 프란츠(1815-1892)는 레이베, 슈만과 연결된다. 약 350의 성악곡의 대부분이 <나의 큰 고민에서>, <장미는 말했다>, <안녕> 등이 대표하는 서정적인 가곡으로, 형식은 유절가곡이나 민요와 밀접한 관계를 가지고 있다. 보헤미아풍, 헝가리풍, 독일풍이니 하듯이 국민적 또는 지방적인 색채를 선천적으로 애호했다. 다만 브람스의 가곡에 대해서만은 비판적인 입장을 취하고 있다.

#### 코르넬리우스
코르넬리우스(1824-1874) 역시 독일 출신인 리스트, 바그너 측의 충실한 추종자로서 창작활동을 계속하였으나 오페라보다도 오히려 슈만의 계통을 이어받은 가곡이나 16세기의 모테트에서 시사받은 합창곡으로 높이 평가되고 있다. 그는 서정시인으로서도 뛰어난 재능을 지녔으며 그것은 선율에 대한 매우 민감한 화성붙임이나 취향의 면에서 효과적으로 제시되고 있다. <라인의 노래>나 <크리스마스 가곡>, <주님의 기도> 등이 있다.

#### 오펜바흐
독일 출신의 프랑스 작곡가 오펜바흐(1819-1880)는 <천국과 지옥>, <지옥의 올페오>로 유명하며 오페레타에서 활약한 데에는 그 나름의 동기가 있었다. 당시 프랑스의 그랜드 오페라는 마이어베어에 의하여 국제적인 성과를 올렸으나 오페라 코미크는 극적 내용과 음악 양면에서 철저하지 못했다. 오펜바흐는 오페라 코미크의 초기 무렵에 경쾌하고 고상한 형태의 작풍을 살려야겠다고 생각하여 그의 좋은 아이디어를 발휘, 가벼운 사회풍자를 곁들인 오페레타를 만들었던 것이다.

##### 요한 슈트라우스
빈 출신인 요한 슈트라우스 2세(1825-1899)는 빈 왈츠를 확립시킨 요한 슈트라우스 1세의 장남. 부친은 왈츠의 아버지, 아들은 왈츠왕이라 불리고 있으며 많은 춤곡을 작곡하였고, 1870년 이후에는 <박쥐>, <집시 남작> 등의 오페레타를 중심으로 활약하였다.

##### 브람스
독일음악 발전에 위대한 공헌을 한 브람스(1833-1897)는 바그너와 함께 강인한 정신의 소유자였다. 젊고 민감한 정열가로서 조숙하다는 낭만파시대 전반(前半)의 천재적 이미지는 그에게 해당되지 않는다. 브람스는 아마 낭만파의 누구보다도 과거 작곡가의 기법에 정통했을 것이다. 그는 바흐 또는 바로크, 그 이전의 폴리포니, 베토벤, 슈만 등에 대해 주관적인 경향에 편중하지 않고 사실에 따라 흥미를 가질 수 있었다. 그의 작품은 오페라 이외의 거의 모든 분야에 미치고 있으나 그것들은 온갖 형식에 의하여 자주 고전적인 세계, 또는 바로크나 폴리포니 세계에로의 비약을 내포하고 있다. 그로서는 독일의 전통에 따라 나아가는 것이 가장 자연스런 것이었다. 그리고 바로크나 고전파에 각각 특유의 선율과 화성의 균형이 있듯이 브람스의 작품에도 독특한 낭만적 선율의 억양이 표현되고 있다. 바그너가 딸림화음의 연속사용, 화음의 색채적 용법, 반음계적 조바꿈, 단소적 동기의 반복 등으로 조의 바탕음을 피하면서 화성을 확대하고 자유로운 어법(語法)을 추구했음에 대하여, 브람스는 대위법적 텍스처의 영향을 나타내어 악절을 다성적으로 다루어서 그것과 기능화성의 확대를 반영한 화음진행을 결합시켜 개성적 음빛깔과 선율의 자유를 얻었던 것이다. 이렇게 보면 작곡기법에서 바그너와 브람스는 서로 보충·협조하면서 그 후의 독일음악 발전에 기여했음을 알 수 있다

##### 브루크너
역시 빈 출신인 브루크너(1824-1896)는 낭만파에서 종교적인 세계를 진지하게 음악 속에 보인 유일한 사람이다. 민족적, 개인적으로 분열한 19세기를 통하여 작곡가는 항상 종교적인 것을 동경하였다. 바그너나 리스트, 그리고 브람스를 브루크너와 비교하여 보면, 그들은 너무나 인간중심이며 주관주의적인 감정에서 브루크너와 같이 소박하게 떨어지지 못하고 있다. 브루크너는 주로 교향곡과 미사곡을 작곡하였다. 그의 교향곡은 그 방대한 형식이나 화성의 면에서 리스트, 바그너의 영향을 강하게 보이고 있으나 완전히 교향적이라는 점에서 흔히 브람스의 교향곡과 비교되고 있다. 이 비교로는 가톨릭과 프로테스탄트, 비서정적과 서정적, 광대한 울림과 실내악적인 울림 등의 큰 차이를 볼 수 있으며, 낭만파의 역사를 생각할 때 매우 흥미가 있다. 브루크너의 교향곡은 사후 말러나 볼프, 니키시 등이 치른 노력에 의해 해를 거듭할수록 높이 평가받고 있다.
그리그

## 같이 보기
- 낭만주의
- 낭만주의 시대 작곡가의 목록